# 中库沟遗址
中库沟遗址，位于中国青海省循化县文都乡，为青海省市县级文物保护单位，公布日期为1987年6月10日，类型为古遗址。
中库沟遗址的历史年代为齐家文化、卡约文化。